# رافائل لنگلت
رافائل لنگلت (انگلیسی: Raphaël Lenglet؛ زادهٔ ۲۱ اکتبر ۱۹۷۶) بازیگر اهل فرانسه است.
از فیلم‌ها یا برنامه‌های تلویزیونی که وی در آن نقش داشته‌است می‌توان به او (فیلم ۲۰۱۶) اشاره کرد.